# Сражение при Антрамме
Сражение при Антрамме (фр. Bataille d'Entrammes) — сражение, произошедшее 26 октября 1793 года во время Вандейской войны и закончившееся разгромом республиканских войск.
После поражения при Шоле вандейцы отступили на север и 23 октября заняли Лаваль, где решили провести нескольно дней, чтобы отдохнуть и реорганизовать свои силы. Республиканские войска двинулись на Лаваль с разных направлений с целью уничтожения обессиденных отступлением, обремененных своими семьями, в значительной части больных, повстанцев, насчитывавших около 30 000, из них 1200 кавалеристов. 
Первым подошёл отряд генерала Вестерманна, 5000 человек, который был встречен вандейцами и разбит бою у Круа-Батай и отступил к Шато-Гонтье. На следующий день основная часть республиканской армии во главе с Жаном-Батистом Клебером прибыла в тот же город. Поскольку его отряд был истощен несколькими днями марша, Клебер решил дать своим войскам один или два дня отдыха, прежде чем начать наступление на вандейцев в Лавале. Но Вестерманн сумел убедить генерала Жана Лешелля, республиканского главнокомандующего на ТВД, немедленно атаковать Лаваль через холмы у Антрамма. Лешелль навязал свой план: атаковать колонной «величественно и массово». Генералы Лешелля осознавали абсурдность этой тактики, но были вынуждены подчиниться.
Рано утром республиканцы двинулись одной длинной колонной по большой дороге из Шато-Гонтье в Лаваль. Предупрежденный, Анри де Ларошежаклен, командующий вандейцев, собрал всю свою армию и расположился полукругом к северу от Антрамма. Когда появился республиканский авангард генерала Бопюи, артиллерия повстанцев открыла огонь по колонне, а затем их пехота атаковала со всех сторон. Авангард был вынужден отступить. Анри де Ларошежаклен пересек реку Жуанне и предпринял несколько одновременных атак в нескольких точках. В рядах республиканцев начала распространяться паника. Генералам Клеберу и Марсо с трудом удалось собрать некоторые войска, которые были быстро подавлены вандейцами и в беспорядке отступили к мосту через реку Уэтте. Прибывшие на подкрепление к республиканцам еще две колонны также, увлеченный общей паникой, бежали без боя в сторону Шато-Гонтье. Сам Лешелль, оставшись в тылу, отдал приказ отступать, после чего скрылся.
Вся республиканская армия укрывается в Шато-Гонтье, преследуемая вандейцами, которые, прибыв к городу, немедленно атакуют, не оставляя республиканцам времени на реорганизацию. Бывший в резерве со своей дивизией генерал Луи Блосс вступил в бой, но был убит на мосту при въезде в город, а его войска были отброшены. Республиканцы покинули город с наступлением темноты и, больше не преследуемые вандейцами, на следующий день отошли в Ле-Лион-д'Анже.
Полный разгром армии республики дал вандейцам передышку в месяц. Они смогли осадить Гранвиль, из которого можно было бы получить помощь от британцев, не подвергаясь угрозе со своего тыла. Генерал Лешелль, виновник поражения, был отстранён от командования, арестован по приказу представителя (комиссара) Антуана Мерлена де Тионвиля и отправлен в Нант, где 11 ноября умер при невыясненных обстоятельствах. 